# 戈维尔
戈维尔（法語：Gauville，法語發音：[ɡovil] ⓘ）是法国上法蘭西大區索姆省的一个市镇，属于亚眠区。

## 地理
戈维尔（49°46'53"N, 1°47'27"E）面积7.32 平方千米，位于法国上法蘭西大區索姆省，该省份为法国北部沿海省份，北起加来海峡省和北部省，西接滨海塞纳省和大西洋英吉利海峡，南至瓦兹省，东临埃纳省。
与戈维尔接壤的市镇（或旧市镇、城区）包括：欧马勒、拉弗雷吉蒙圣马丹、莫维莱尔圣萨蒂南。

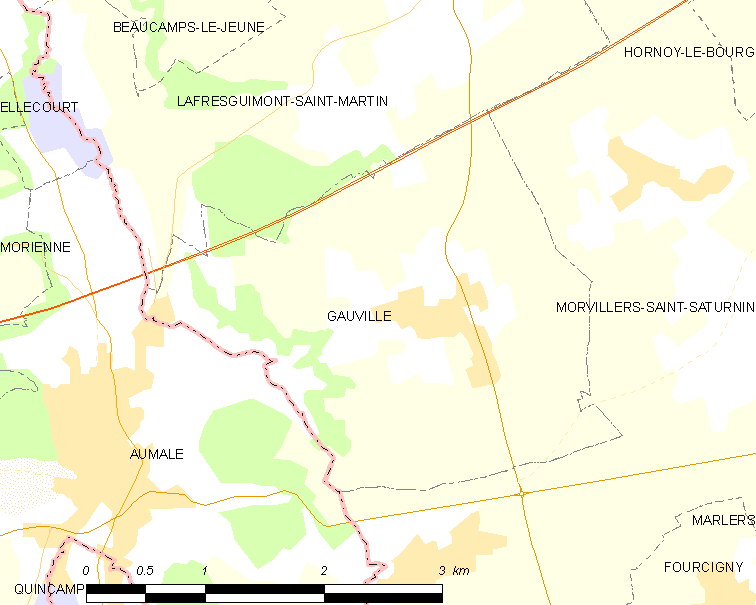
戈维尔的OSM定位图

戈维尔的时区为UTC+01:00、UTC+02:00（夏令时）。

## 行政
戈维尔的邮政编码为80290，INSEE市镇编码为80375。

## 政治
戈维尔所属的省级选区为皮卡第地区普瓦县。

## 人口

1962-2008年间戈维尔人口变化图示

戈维尔于2022年1月1日时的人口数量为332人。